# Dacriocita

Striscio di sangue periferico che evidenzia la presenza di dacriociti

Il dacriocita è un eritrocita a forma di lacrima. La sua presenza nel sangue, denominata dacriocitosi, è una forma di poichilocitosi.
Rappresenta il segno tipico della mielofibrosi e dell'anemia mieloftisica e si formano solo in caso di emopoiesi extramidollare e solo se la milza è intatta. La loro assenza rende improbabile la diagnosi di mieloftisi, ma la loro presenza non è specifica per tale malattia. Infatti può essere presente inoltre nell'anemia megaloblastica e, occasionalmente, nelle sindromi mielodisplasiche e mieloproliferative, nella talassemia e nell'anemia sideropenica.